# 和希優子
和希 優子（かずき ゆうこ）は、日本の元AV女優。

## 略歴
2005年頃にAVデビュー。ファイブプロモーションに所属していた。